# Hermenric
Hermenric (350-376) fou rei dels greutungs, governant un vast imperi a l'actual Ucraïna.
Malgrat els límits exactes del seu territori són foscos, s'estenia al sud dels pantans de Pinsk, entre els rius Tànais i Tiras.
Va aconseguir expel·lir els vàndals de la Dàcia i es va aliar amb els teruings i va sotmetre als hèruls, moltes tribus eslaves i fineses, i fins i tot dels estonians.
El 367 Valent va rebaixar els impostos en un quart, mesura excepcional a l'Imperi i a qualsevol estat. Tres mil gots que havien baixat el 366 enviats per Atanaric per ajudar a Procopi, i que estaven saquejant territori romà, foren obligats a rendir-se i instal·lats en ciutats a la vora del Danubi amb l'encàrrec de vigilar la frontera. El rei got Hermenric va demanar el retorn d'aquestos gots però Valent va refusar. Això va causar la Guerra Gòtica.
Els huns van atacar els alans, que vivien a la vora del riu Tànais, i tot seguit van caure sobre els greutungs, i Hermenric, que va veure com s'esmicolaven els seus dominis, es va suïcidar el 376.
El va succeir Vitimir, que va morir el mateix 376 en combat contra huns i alans, sent succeït pel seu fill Videric sota regència d'Alateu i de Safrax

## La llegenda de la seva mort
Segons Jordanes, el rei va matar una dona anomenada Sunilda lligant-la a dos cavalls salvatges i separant-los, perquè el seu marit havia traït el rei, abandonant-lo, llavors els seus dos germans, Sarus i Ammius, van ferir greument Hermenric, però no el van matar. Les variacions d'aquesta llegenda va tenir un efecte profund en la literatura germànica medieval, entre elles la d'Anglaterra i Escandinàvia. Jordanes afirma que va governar amb èxit els gots fins a la seva mort a l'edat de 110.